# Episodi di Eureka (terza stagione)
La terza stagione di Eureka è stata trasmessa negli Stati Uniti d'America dal canale Syfy. È divisa in due parti: la prima, composta di otto episodi, è andata in onda per la prima volta dal 29 luglio al 23 settembre 2008; mentre la seconda, di dieci episodi, è andata in onda dal 10 luglio al 18 settembre 2009. In Italia ha fatto il suo debutto il 21 gennaio 2010 su Rai 4 ed è priva, al contrario delle altre, di un titolo tradotto in italiano per i vari episodi.
| nº | Titolo originale              | Titolo italiano            | Prima TV USA      | Prima TV Italia  |
| -- | ----------------------------- | -------------------------- | ----------------- | ---------------- |
| 1  | Bad to the Drone              | Il drone cattivo           | 29 luglio 2008    | 21 gennaio 2010  |
| 2  | What About Bob?               | Dov'è finito Bob?          | 5 agosto 2008     | 22 gennaio 2010  |
| 3  | Best in Faux                  | Il migliore dei falsi      | 12 agosto 2008    | 23 gennaio 2010  |
| 4  | I Do Over                     | L'anello temporale         | 19 agosto 2008    | 25 gennaio 2010  |
| 5  | Show Me the Mummy             | Fammi vedere la mummia!    | 26 agosto 2008    | 26 gennaio 2010  |
| 6  | Phased and Confused           | L'amore può farti a pezzi  | 9 settembre 2008  | 27 gennaio 2010  |
| 7  | Here Come the Suns            | Sta spuntando il sole      | 16 settembre 2008 | 28 gennaio 2010  |
| 8  | From Fear to Eternity         | Minaccia radioattiva       | 23 settembre 2008 | 29 gennaio 2010  |
| 9  | Welcome Back Carter           | Bentornato Carter          | 10 luglio 2009    | 30 gennaio 2010  |
| 10 | Your Face or Mine?            | È la tua faccia o la mia?  | 17 luglio 2009    | 1º febbraio 2010 |
| 11 | Insane in the P-Brane         | La membrana pazza          | 24 luglio 2009    | 2 febbraio 2010  |
| 12 | It's Not Easy Being Green     | Non è facile essere verdi  | 31 luglio 2009    | 3 febbraio 2010  |
| 13 | If You Build It...            | Minaccia dallo spazio      | 7 agosto 2009     | 4 febbraio 2010  |
| 14 | Ship Happens                  | Amore spaziale             | 14 agosto 2009    | 5 febbraio 2010  |
| 15 | Shower the People             | Acqua assassina            | 21 agosto 2009    | 6 febbraio 2010  |
| 16 | You Don't Know Jack           | Tu non conosci Jack        | 28 agosto 2009    | 8 febbraio 2010  |
| 17 | Have an Ice Day               | Minaccia preistorica       | 11 settembre 2009 | 9 febbraio 2010  |
| 18 | What Goes Around Comes Around | Il rovescio della medaglia | 18 settembre 2009 | 10 febbraio 2010 |

## Il drone cattivo
- Titolo originale: Bad to the Drone
- Diretto da: Bryan Spicer
- Scritto da: Jaime Paglia

### Trama
Il sequestro del direttore della Global, la fuga di Beverly e l'arresto di Henry hanno portato la Difesa ad assumere un consulente esterno, Eva Thorne, per migliorare l'efficienza della città. Martha, un drone bersaglio costruito dal dottor Ethan Edison per testare un sistema di difesa antimissile, va fuori controllo. Carter, incaricato di recuperare Martha, interroga Edison, che spiega che un upgrade misterioso ha portato l'intelligenza artificiale di Martha a crescere a dismisura: Martha possiede ora l'intelletto di un'adolescente, e come tale andrà trattata per non farla diventare pericolosa. Edison non sa come possa essere successo, e in effetti la responsabile si rivela essere sua moglie Mina, che voleva che ad Ethan venisse riconosciuto il merito per il suo lavoro con i droni. Martha finge di farsi catturare per attivare altri droni, che programma per distruggere lo scudo elettromagnetico di Eureka e poter lasciare la città; la Thorne ordina di distruggerla, ma Carter capisce che Martha si comporta come una ragazzina scappata di casa e riesce a calmarla con l'aiuto di Zoe, che per caso aveva fatto amicizia con lei. Stark, Allison, Zane e Fargo si sono compromessi con la Thorne per aiutare Carter; la Thorne, suo malgrado impressionata, nomina Stark e Allison codirettori della Global, ma chiarisce anche che continueranno a rispondere a lei. Allison, dopo aver riflettuto a lungo, accetta di sposare Nathan.
- Special Guest Star: Frances Fisher (Eva Thorne).
- Guest Star: Chris Gauthier (Vincent), Christopher Jacot (Larry Haberman), Jonathon Young (Dr. Ethan Edison), Kirsten Robek (Mina Edison), Barclay Hope (generale Mansfield).

#### Curiosità
- Il titolo originale dell'episodio è un gioco di parole con il titolo della canzone Bad to the Bone di George Thorogood.

## Dov'è finito Bob?
- Titolo originale: What About Bob?
- Diretto da: Fred Gerber
- Scritto da: Charlie Craig

### Trama
Eva Thorne inizia con i tagli al budget di Eureka, a cominciare dal personale della Global Dynamics. Carter e Allison devono trovare Bob Nobb, detto "Bob Pork", uno scienziato scomparso che vive nel laboratorio 27, un ecosistema artificiale, assieme ad altri ricercatori; Carter riesce a trovarlo e scopre che Bob ha subito un atavismo, una mutazione che l'ha fatto regredire ad un essere bestiale. L'unico esperto dell'argomento è Henry, e Carter, con il benestare della Thorne, riesce a farlo manifestare come ologramma dalla prigione grazie ad un sistema di Zane; Henry scopre che la causa della mutazione è l'inquinamento dell'acqua presente nell'ecosistema e che anche gli altri residenti stanno cominciando a subirne gli effetti; soltanto un intervento dall'esterno ha potuto causare il problema, e Carter capisce perciò che il responsabile è Derek, il tecnico di sorveglianza. Derek ha una relazione a distanza con Teri, figlia di una coppia di ricercatori del laboratorio, e ha provocato in Bob la mutazione quando ha scoperto che l'uomo, noto sciupafemmine, ci provava con Teri. Stark elabora una cura e Carter riesce ad iniettarla ad un Bob ormai completamente animalesco, riportandolo alla normalità; anche gli altri scienziati vengono curati, e i Wallace decidono di lasciare il progetto per permettere a Teri di stare accanto a Derek. La Thorne fa rilasciare Henry per il suo contributo; rimasta sola, la donna visiona alcuni vecchi filmati sequestrati al museo di Eureka e la sua attenzione sembra andare ad un misterioso incidente avvenuto in città nel 1939.
- Special Guest Star: Frances Fisher (Eva Thorne).
- Guest Star: Chris Gauthier (Vincent), Vanya Asher (Lucas), Elysia Rotaru (Teri Wallace), Richard Kahan (Derek Bowers), Malcolm Stewart (Rick Wallace), Woody Jeffreys (Bob Nobb).
- Altri interpreti: Jaclyn Smith (Grace), Neil Schell (Abe), Patricia Harras (Laura Whittaker).

## Il migliore dei falsi
- Titolo originale: Best in Faux
- Diretto da: Paul Holahan
- Scritto da: Bruce Miller

### Trama
Alcuni cani robotici, partecipanti all'annuale mostra canina di Eureka, esplodono misteriosamente. Durante le indagini, Carter avverte scosse di terremoto che però nessun altro sembra percepire; il dottor Hood, eccentrico sismologo e vulcanologo in pensione, scopre che sotto Eureka si è sviluppata una camera magmatica che esploderà da un momento all'altro. La causa si rivela essere un generatore di onde acustiche che qualcuno sta usando per convertire il carbone del sottosuolo in diamanti e che sta fondendo il terreno, generando il magma; la colpevole è Tracy Fox, responsabile della manutenzione del mainframe della Global, il quale funziona per l'appunto con un processore in diamante. Interrogata, la Fox ammette di aver coltivato in segreto i diamanti per migliorare l'efficienza dei processori, ma non avendo il permesso di testarli, li ha inseriti nei cani robotici, provocandone l'esplosione. Sfruttando il fiuto di uno dei cani e utilizzando lo scavatore di Hood, Carter e Stark localizzano la camera magmatica e riescono a deviarla in un lago, salvando la città. Henry viene incaricato dalla Thorne di controllare i livelli di radiazione di un terreno su cui vuole costruire un albergo; l'area si rivela essere effettivamente contaminata, ma la Thorne non vuole procedere alla bonifica e ordina a Henry di mantenere il riserbo sulla faccenda.
- Special Guest Star: Frances Fisher (Eva Thorne).
- Guest Star: Alan Ruck (Dr. Hood), Chris Gauthier (Vincent), Holly Dignard (Dr. Tracy Fox), Lexa Doig (Dr. Anne Young), Gabrielle Rose (Carol Taylor), Shawn MacDonald (Dr. Mendel).
- Altri interpreti: Kayla Deorksen (proprietaria del negozio di abiti da sposa).

#### Curiosità
- Il titolo originale dell'episodio è un omaggio a Best in Show, un mockumentary sulle mostre canine del 2000 diretto da Christopher Guest.

## L'anello temporale
- Titolo originale: I Do Over
- Diretto da: Matt Earl Beesley
- Scritto da: Thania St. John

### Trama
È il giorno del matrimonio di Nathan e Allison, ma tutto continua a ripetersi a causa di un anello temporale di cui solo Carter sembra essere cosciente. Il responsabile è Leo Weinbrenner, un tecnico della Global che ha usato un acceleratore di particelle da lui ideato per tornare indietro nel tempo e prevenire il proprio licenziamento; Carter e Leo sono gli unici ad esserne consapevoli perché entrambi sono stati esposti ad una particolare frequenza di luce che protegge dalle conseguenze dell'esperimento. Leo, per rimettere tutto a posto, deve riuscire a sincronizzare l'acceleratore con un timer, ma rimane ucciso nel tentativo durante l'ennesimo riavvolgimento temporale. Carter si rivolge a Stark, l'unico in grado di effettuare la sincronizzazione, che gli crede perché lo sceriffo ha memorizzato le equazioni usate da Leo. Stark sincronizza l'acceleratore con un orologio atomico e riesce a ripristinare il tempo, ma nel farlo sacrifica la propria vita, smaterializzandosi sotto gli occhi di Carter e Fargo; toccherà a Carter dare la tragica notizia ad Allison che, ignara di tutto, aspettava Nathan all'altare. Nel frattempo, Lexi, sorella di Carter, arriva in città.
- Special Guest Star: Frances Fisher (Eva Thorne).
- Guest Star: Ever Carradine (Lexi Carter), Chris Gauthier (Vincent), Nicholas Carella (Leo Weinbrenner), Paul Moniz de Sa (Lincoln).
- Altri interpreti: Meschach Peters (Kevin Blake), Bridget Hoffman (voce del computer).

## Fammi vedere la mummia!
- Titolo originale: Show Me the Mummy
- Diretto da: Ernest R. Dickerson
- Scritto da: Curtis Kheel

### Trama
Lexi si trasferisce per qualche tempo a casa Carter; la donna è incinta del suo compagno, un medico attualmente impegnato con l'OMS, ma ha scelto di non dirgli nulla per non essere d'ostacolo alla sua carriera. Alla Global viene dedicata una galleria alla memoria di Nathan Stark e nel frattempo al centro viene trasportato un sarcofago contenente la mummia di una regina egizia sul quale grava una maledizione. I ricercatori aprono la tomba, e strani eventi sembrano provare che la maledizione è stata scatenata: la mummia sparisce e due dei ricercatori coinvolti muoiono uno dopo l'altro per quella che pare essere un'estrema disidratazione. Si scopre che la causa della morte è un'antica specie d'insetti che si nutrono dei fluidi delle vittime e uccisero la regina egizia, rimanendo da allora quiescenti nella sua tomba; i due ricercatori si sono contaminati quando hanno aperto il sarcofago e anche Fargo, venuto in contatto con una delle vittime, viene attaccato dalle larve, che iniziano lentamente a prosciugarlo. Carter scopre che gli insetti sono attirati dalle frequenze sonore di una musica composta da Lexi e che sono vulnerabili al freddo intenso, trovando così il modo di eliminare la minaccia e di salvare Fargo. Allison, appena tornata al lavoro dopo una breve aspettativa per superare la morte di Nathan, inizia a vederlo ovunque; si tratta in realtà di un ologramma fatto installare da Stark in una collana di diamanti in cui lui le ricorda il suo amore per lei. La Thorne incarica Zane di aprire un cryptex da lei ritrovato.
- Special Guest Star: Frances Fisher (Eva Thorne).
- Guest Star: Ever Carradine (Lexi Carter), Adrian Hough (Dr. Wilding), Zak Santiago (Dr. Sebastian Marx), Chris Gauthier (Vincent).
- Altri interpreti: Tricia Collins (Eileen Michaels).

## L'amore può farti a pezzi
- Titolo originale: Phased and Confused
- Diretto da: Michael Robison
- Scritto da: Nick Wauters

### Trama
In città compare un maldestro supereroe mascherato che si fa chiamare "Capitan Eureka" e che pare avere un debole per Lexi. Carter, deciso ad acciuffarlo prima che combini guai, convince la sorella a fare da esca e scopre che l'imbranato personaggio ricicla vecchi progetti della Global Dynamics, accantonati perché difettosi: Capitan Eureka è infatti Chuck, l'esperto in riciclaggio della città, che ha fatto tutto per fare colpo su Lexi. Eva Thorne, con l'aiuto di Zane, sblocca il cryptex, che apre un bunker militare risalente agli Anni '30 che si estende al di sotto di Eureka; uno degli ingressi comunica con il liceo, e Zoe, Lucas e la loro amica Pilar decidono di esplorarlo, finendo però con il perdersi. Il trio s'imbatte in Zane, che sta ispezionando il bunker, ma rimangono intrappolati a causa di un calo di potenza accidentalmente provocato da Lucas; per liberarli, è necessario riattivare il generatore del bunker per riaprire le porte, e Carter riesce nell'impresa sfruttando un dislocatore sperimentale usato da Chuck che permette di attraversare i muri. Carter, a questo punto, ha capito che la Thorne nasconde qualcosa, ma la donna rifiuta di dare spiegazioni.
- Special Guest Star: Frances Fisher (Eva Thorne).
- Guest Star: Ever Carradine (Lexi Carter), Chris Gauthier (Vincent), Mark Hildreth (Chuck), Vanya Asher (Lucas), Adrienne Carter (Pilar), Jody Racicot (Dr. Peterson).
- Altri interpreti: David Mackay (Dr. Gaz), Kaaren de Zilva (Dr. Lee).

## Sta spuntando il sole
- Titolo originale: Here Come the Suns
- Diretto da: Oz Scott
- Scritto da: Jaime Paglia, Eric Wallace

### Trama
Durante la settimana di elezione del sindaco, un secondo sole compare nel cielo di Eureka; la causa è un compito scolastico di Zoe e Kylie, una sua compagna di classe, che consiste nel creare un modello funzionante del sistema solare. Il sole creato da Kylie avrebbe dovuto spegnersi da solo, ma continua a scaldarsi a causa di un eccesso di idrogeno dovuto agli esperimenti del dottor Herrera, nefologo della Global, che sta testando delle nuvole artificiali: se non verrà eliminato al più presto, il sole evolverà in una supernova ed esploderà, cancellando Eureka. Carter e Zane riescono a far implodere il sole e le elezioni possono avere luogo: il nuovo sindaco è Henry, candidato a sua insaputa da Lexi e Carter. Zane ha recuperato alcune vecchie fotografie dal bunker militare; esaminandole, Carter, Jo, Allison e Zane scoprono che il bunker risale a prima della fondazione di Eureka e capiscono che la Thorne intende cancellare le prove di qualcosa avvenuto lì dentro. Nel bunker, Carter, Allison e Zane trovano in uno dei laboratori le tracce di alcuni cadaveri che la Thorne ha fatto rimuovere in segreto; le analisi di Henry rivelano che si tratta di ricercatori morti nel 1939 per quello che pare essere un invecchiamento accelerato. Allison affronta Eva, che per tutta risposta dichiara di essere tornata per chiudere i conti con il passato e le intima di non mettersi sulla sua strada.
- Special Guest Star: Frances Fisher (Eva Thorne).
- Guest Star: Ever Carradine (Lexi Carter), Chris Gauthier (Vincent), Vanya Asher (Lucas), Dean Marshall (Dr. Herrera), Margot Berner (Kylie).

## Minaccia radioattiva
- Titolo originale: From Fear to Eternity
- Diretto da: Eric Laneuville
- Scritto da: Thania St. John

### Trama
La Thorne incarica un esterno, il dottor Hendricks, di sigillare il bunker con un cemento istantaneo. Allison e Henry riescono a procurarsi i corpi dei ricercatori fatti sparire dal bunker; l'autopsia rivela che l'invecchiamento rapido che li ha uccisi è stato provocato da una sostanza radioattiva, la stessa che emetteva le radiazioni rilevate da Henry e che più tardi si scoprirà essere un prodotto dei loro esperimenti sulla bomba atomica. Zoe si è contaminata quando è entrata nel bunker e ora sta invecchiando rapidamente; Carter entra nel bunker per procurarsi un campione, ma rimane intrappolato insieme alla Thorne poiché Eva, informata che Carter l'ha denunciata al generale Mansfield, ha fatto anticipare la chiusura. Eva, a questo punto, rivela di essere in realtà Mary Perkins, una dei ricercatori che lavoravano nel bunker, e di avere centosette anni: la sostanza che uccise i suoi colleghi, infatti, contaminò anche lei, ma con l'effetto di rallentare il suo invecchiamento a causa di un fattore genetico sconosciuto. Hendricks elabora un solvente in grado di distruggere il cemento e Carter e la Thorne vengono liberati da Jo e Zane; Zoe viene curata con un antidoto creato da Henry usando un campione di sostanza custodito da Eva, ma anche la città è in pericolo, poiché la sostanza ha contaminato la falda acquifera di Eureka. Grazie alle ricerche dei colleghi di Eva, gli scienziati riescono a purificare l'acqua, evitando l'invecchiamento precoce della popolazione; ora è tutto finito, e Carter, Allison e Henry aiutano Eva a lasciare la città. L'episodio si chiude con la scoperta da parte di Allison di essere incinta e il licenziamento di Carter da parte di Mansfield per aver aiutato Eva a scappare.
- Special Guest Star: Frances Fisher (Eva Thorne).
- Guest Star: Ever Carradine (Lexi Carter), Chris Gauthier (Vincent), Vanya Asher (Lucas), Barclay Hope (generale Mansfield), David Richmond-Peck (Dr. Hendricks)
- Altri interpreti: Julius Chapple (guardia della Sezione 5), Bridget Hoffman (voce originale del computer).

## Bentornato Carter
- Titolo originale: Welcome Back, Carter
- Diretto da: Matthew Diamond
- Scritto da: Bruce Miller

### Trama
Carter, licenziato per aver coperto la fuga di Eva Thorne, si candida per un lavoro al Dipartimento di Sicurezza Interna e nel frattempo viene rimpiazzato da Andy, un androide creato da Fargo per ordine di Mansfield. In città appaiono pozzi gravitazionali che distorcono la gravità, provocando incidenti; Carter scopre che la causa è un campo di gravitoni creato dal dottor Fielding, fisico della Global, che però non sa come rimediare. Fielding, in realtà uno studioso mediocre, si è fatto aiutare da una collega che si rivela essere nient'altri che S.A.R.A., che voleva dimostrare l'inaffidabilità di Andy per far riavere il lavoro a Jack; un maldestro tentativo di Fielding di eliminare i pozzi ne provoca l'unione in un'unica singolarità che rischia d'inghiottire l'intera città, ma Carter riesce a risolvere il problema con l'aiuto di Andy. Henry, forte dei propri poteri di sindaco, riesce a far reintegrare Carter; Andy, che dopo quanto accaduto riconosce che Jack è uno sceriffo migliore di lui, gli cede il posto di buon grado. Henry scopre che qualcosa sta arrivando dallo spazio.
- Guest Star: Ever Carradine (Lexi Carter), Ty Olsson (sceriffo Andy), Chris Gauthier (Vincent), Vanya Asher (Lucas), Barclay Hope (generale Mansfield), Kevin James (Dr. Fielding), Kim Poirier (Dr. Maria Leonardo).
- Altri interpreti: Kurt Max Runte (agente Turner).

#### Curiosità
- L'olandese parlato da Andy contiene diversi errori di pronuncia e grammaticali. Per esempio, quando Jo si scusa con lui per aver detto che avrebbe voluto vederlo distrutto, Andy le risponde niet een genomen, traduzione letterale dell'espressione inglese "none taken", ovvero "nessun problema", ma che in olandese non significa nulla. La traduzione corretta è invece maakt niet uit oppure geeft niet ("non importa, non preoccuparti, non c'è problema")[1].

## È la tua faccia o la mia?
- Titolo originale: Your Face or Mine?
- Diretto da: Colin Ferguson
- Scritto da: Jaime Paglia

### Trama
Mentre Carter è impegnato con una serie di esami d'idoneità, Jo si sottopone ad una scansione del DNA per testare un sistema messo a punto dal dottor Jacob Stefano, genetista della Global, che permetterà di conoscere in tempo reale condizioni di salute e posizione dei cittadini; la scansione, però, fallisce perché qualcuno ha rubato un componente dello scanner. I furti continuano, e la responsabile sembra essere proprio Jo, che dopo il test ha cominciato a manifestare strani comportamenti, tra cui tentare di sedurre Fargo; in realtà, la Jo che si comporta in modo bizzarro è Julia, un'assistente di laboratorio che ha usato le sostanze rubate e un campione di DNA di Jo per assumere le sue sembianze e provare ad essere lei. Incapace di invertire il processo, Julia altera il DNA di Jo in modo da conferirle il proprio aspetto e prendere definitivamente il suo posto, ma le modifiche degradano il DNA di entrambe, mettendo a rischio le loro vite; pentita, Julia aiuta Stefano, Allison, Fargo e Zane a riprogrammare lo scanner del DNA, rimettendo a posto le cose.
- Guest Star: Leela Savasta (Julia Golden), Tobias Slezak (Dr. Jacob Stefano), Chris Gauthier (Vincent), Julia Arkos (Dr. Bella Pagani), Christopher Jacot (Larry Haberman).
- Altri interpreti: Martin Christopher (medico), Bridget Hoffman (voce originale del computer).

## La membrana pazza
- Titolo originale: Insane in the P-Brane
- Diretto da: Steve Miner
- Scritto da: Thania St. John

### Trama
Mentre ad Eureka si verificano anomalie che l'eccentrico fisico Murray Drechmeyer attribuisce ad un fantasma, in città arrivano Tess Fontana, astrofisica e vecchia amica di Allison, e Duncan, il compagno di Lexi. Quest'ultima riesce a nascondere a Duncan la gravidanza, e pur di non dirglielo finge di avere una relazione con Fargo; Duncan scopre comunque la verità, ma non la prende bene. Carter indaga sulle anomalie con l'aiuto di Tess, che si scopre essere il nuovo capo della Sezione 5, ma accidentalmente attivano un dispositivo che li proietta in un'altra dimensione, rendendoli invisibili e intangibili. I due scoprono così che il fantasma è il dottor H.J. Johnson, ideatore del dispositivo, che si trova nelle loro stesse condizioni, e che le anomalie sono causate dai suoi tentativi di ricalibrare l'apparecchio. Johnson muore tentando l'ennesima riprogrammazione, ma Tess capisce come fare e salva la situazione.
- Guest Star: Jaime Ray Newman (Tess Fontana), Ever Carradine (Lexi Carter), Chris Gauthier (Vincent), Jeff Pangman (Duncan), Brendan Beiser, (Dr. Murray Drechmeyer), Chelah Horsdal (Dr. Mary-Beth Curtis), Mark Gash (H.J. Johnson).
- Altri interpreti: Rachel Gassi (proprietaria del negozio di vestiti).

## Non è facile essere verdi
- Titolo originale: It's Not Easy Being Green
- Diretto da: Sarah Pia Anderson
- Scritto da: Curtis Kheel

### Trama
Fargo, Lucas ed altri scienziati, tra cui il biochimico Big Ed, gareggiano nell'annuale partita di bowling contro la squadra dell'Area 51, rivale storica di Eureka; Bismarck, capitano della squadra avversaria, gioca un brutto scherzo a Fargo e i suoi rendendo la loro pelle verde con un dispositivo che emette radiazioni. Carter viene incaricato di requisire un materiale radioattivo che servirà per alimentare un telescopio, programmato da Tess, che identificherà l'oggetto in arrivo dallo spazio, ma il materiale viene rubato; si scopre che il ladro è Big Ed, che aveva bisogno del materiale per nutrire un blob da lui creato per la rimozione delle scorie nucleari. Il blob è però fuori controllo, e dopo aver divorato Big Ed, diventato radioattivo in seguito allo scherzo di Bismarck, è in cerca di altre fonti di nutrimento, ma Carter riesce a distruggerlo. Duncan riporta alla normalità i membri della squadra con una crema di sua ideazione e si chiarisce con Lexi; la partita contro l'Area 51 può così finalmente avere luogo e la squadra di Eureka si aggiudica la vittoria. Senza il telescopio, però, non c'è modo di identificare l'oggetto misterioso, e Allison riceve da Mansfield l'ordine di prepararsi ad abbatterlo.
- Guest Star: Jaime Ray Newman (Tess Fontana), Ever Carradine (Lexi Carter), Chris Gauthier (Vincent), Vanya Asher (Lucas), Jeff Pangman (Duncan), Sean Owen Roberts (Toby Bismarck), Alan Legros (Seth Osbourne).
- Altri interpreti: John DeSantis (Big Ed).

## Minaccia dallo spazio
- Titolo originale: If You Build It...
- Diretto da: Mike Rohl
- Scritto da: Bruce Miller

### Trama
Il segnale in arrivo dallo spazio è sempre più forte; mentre Allison è impegnata a predisporre un sistema di difesa, in città spariscono oggetti in continuazione, e Carter, Tess e Zane scoprono che qualcuno li sta usando per costruire un generatore di energia. Gli artefici si rivelano essere i ragazzi di Eureka, che in preda ad una sorta di trance ipnotica stanno realizzando il generatore senza nemmeno rendersi conto di ciò che stanno facendo; le analisi di Henry rivelano che l'origine è un'attività cerebrale anomala indotta dal segnale proveniente dallo spazio. Fargo scopre che il generatore serve a creare un campo di energia che fungerà da cuscinetto per smorzare l'impatto dell'oggetto in arrivo dallo spazio, che senza di esso si schianterà sulla Terra ad una tale velocità da polverizzare Eureka, e gli scienziati sono perciò costretti a permettere l'atterraggio. L'oggetto spaziale finalmente atterra, ma non è un'astronave aliena; si tratta infatti di una navicella americana.
- Guest Star: Jaime Ray Newman (Tess Fontana), Vanya Asher (Lucas), Christopher Jacot (Larry Haberman), Eric Hempsall (Dr. Wyman).
- Altri interpreti: Darryl Scheelar (ranger Tom), Jennifer Crystal Foley (voce originale di Tabitha), D. Harlan Cutshall (caposquadra della Global Dynamics).

## Amore spaziale
- Titolo originale: Ship Happens
- Diretto da: Chris Fisher
- Scritto da: Charlie Craig

### Trama
La navicella si rivela essere la Columbus, una nave senza equipaggio realizzata da Henry e Kim vent'anni prima di cui si sono perse le tracce poco dopo il suo lancio nello spazio; non avendo ricevuto risposta al proprio segnale, il computer di bordo ha improvvisato inducendo gli abitanti di Eureka a creare per lei un sistema di atterraggio. A bordo, gli scienziati rimangono attoniti di trovare quella che pare essere Kim; si tratta in realtà del computer di bordo, che ha creato una copia del corpo di Kim in cui ha fatto il download di se stesso. Tra i cittadini si diffonde uno strano virus che, dopo aver distrutto il computer della Columbus, attacca le persone, provocando letali sovraccarichi cerebrali; Kim, creata dal computer proprio per evitare che i dati in esso contenuti andassero persi a causa del virus, è sana, ma contiene le informazioni necessarie a combattere l'infezione, e Henry, collaborando con lei, riesce ad elaborare una cura. Tra Carter e Tess, nel frattempo, nasce un'intesa.
- Guest Star: Tamlyn Tomita (Kim), Jaime Ray Newman (Tess Fontana).
- Altri interpreti: Ben Geldreich (Dr. Lieber), Glynis Davies (proprietaria del forno elettrico), Heather Doerksen (donna #2).

## Acqua assassina
- Titolo originale: Shower the People
- Diretto da: Steve Surjik
- Scritto da: Thania St. John

### Trama
In città arriva il dottor Bruce Manlius, esperto in reti neurali e vecchia conoscenza di Tess, per aiutare gli scienziati a trovare un modo per estrarre le informazioni da Kim: la quantità di dati contenuti in lei, infatti, è tale che occorrerebbero migliaia di anni per un trasferimento completo. Il corpo di Kim si sta deteriorando in fretta, e l'unico modo per evitare che i dati vadano perduti è una procedura che però accelererà la fine di Kim; Henry non vuole dare il consenso, ma alla fine sarà la stessa Kim a convincerlo a lasciarla andare. Carter indaga sulla morte di una donna inspiegabilmente annegata nell'abitacolo della propria macchina. Nei giorni successivi, altre donne annegano in modi altrettanto improbabili; Fargo scopre che l'acqua in cui sono annegate era stata prodotta dai loro stessi corpi, e Carter capisce che la causa è un'acqua sintetica, accidentalmente modificata da alcune radiazioni, con cui tutte le vittime sono entrate in contatto. Anche Tess è stata contaminata, ma grazie ad un'intuizione di Carter, gli scienziati riescono a salvarla usando il sistema di Manlius per l'estrazione dei dati da Kim, che permette al corpo di Tess di smaltire l'acqua in eccesso.
- Guest Star: Billy Campbell (Dr. Bruce Manlius), Jaime Ray Newman (Tess Fontana), Tamlyn Tomita (Kim), Chris Gauthier (Vincent), Laura Mennell (Dr. Rivers), Stefanie Samuels (Dr. Draper), Jennifer Spence (Dr. Monroe), Meredith McGeachie (Dr. Bell).
- Altri interpreti: Stacey Barrington (direttrice della palestra), Bridget Hoffman (voce originale del computer).

## Tu non conosci Jack
- Titolo originale: You Don't Know Jack
- Diretto da: James Head
- Scritto da: Eric Wallace

### Trama
Allison è ormai prossima al parto. Tess distribuisce ai cittadini degli acchiappastorie per memorizzare i loro ricordi e creare una capsula del tempo. Fargo scopre che i ricordi su di lui sono tutt'altro che lusinghieri e li cancella dall'archivio; sfortunatamente, così facendo, tutti coloro che hanno usato gli acchiappastorie iniziano a perdere tutti i loro ricordi, sviluppando una demenza simile alla malattia di Alzheimer. Alla Global sta per essere avviato un protocollo di sterilizzazione, e Carter e Allison rimangono bloccati all'interno dell'edificio a causa del fatto che il responsabile della procedura, il dottor Kinnison, ha contratto la demenza e si è dimenticato di loro; come se non bastasse, Allison entra in travaglio. I due riescono ad avvertire Tess e Zoe, ma Tess inizia a manifestare la demenza e non è in grado di aiutarli; grazie a Carter, che con un bacio riesce a farle ritrovare la memoria, Tess ferma la sterilizzazione e inverte le modifiche di Fargo, restituendo ai cittadini i loro ricordi. Allison, assistita da Zoe, partorisce una bambina e la chiama Jenna.
- Guest Star: Jaime Ray Newman (Tess Fontana), Chris Gauthier (Vincent), Richard Side (Dr. Kinnison), Jillian Fargey (Dr. Ashe).
- Altri interpreti: Andrew Cownden (Dr. Bubay), Bridget Hoffman (voce originale del computer).

#### Curiosità
- Salli Richardson era realmente incinta all'epoca delle riprese.
- Gli oggetti usati per rappresentare gli "acchiappastorie" sono stati utilizzati anche in un episodio della seconda stagione (La porta del paradiso) per simulare semplici dispositivi d'illuminazione.[2]

## Minaccia preistorica
- Titolo originale: Have an Ice Day
- Diretto da: Joe Morton
- Scritto da: Joan B. Weiss, Constance M. Burge.

### Trama
Allison è in congedo per maternità, e Tess la sostituisce in qualità di direttore della Global Dynamics. Zane e Taggart, che aveva lasciato Eureka due anni prima in seguito alla rottura con Jo, tornano in città dopo aver effettuato un carotaggio in Russia; Jo è molto a disagio, e lo strano comportamento di Zane, improvvisamente freddo e indifferente verso tutto e tutti, peggiora le cose. Il ghiaccio della carota comincia inspiegabilmente a diffondersi, minacciando di gettare la città in una nuova era glaciale; anche il comportamento di Zane si rivela provocato dal ghiaccio, che crescendo dentro il suo corpo ha invaso il suo cervello. Taggart scopre che l'origine di tutto è un fungo preistorico, sopravvissuto all'interno della carota sotto forma di spore; Carter capisce che il fungo si diffonde sfruttando una particolare fibra sintetica utilizzata come isolante termico, e Zane, Taggart e Tess riescono a debellarlo, sciogliendo il ghiaccio e salvando Eureka. Zoe, dopo aver aiutato Allison a partorire, vorrebbe diventare un medico, ma il test attitudinale la indirizza invece verso l'ingegneria robotica; alla fine, incoraggiata da Lucas, sceglie comunque di iscriversi a medicina. Carter e Tess si mettono insieme.
- Guest Star: Matt Frewer (Jim Taggart), Jaime Ray Newman (Tess Fontana), Jay Brazeau (capitano Yuri Gregor), Chris Gauthier (Vincent), Christopher Jacot (Larry Haberman), Vanya Asher (Lucas).

## Il rovescio della medaglia
- Titolo originale: What Goes Around Comes Around
- Diretto da: Matt Hastings
- Scritto da: Jaime Paglia

### Trama
Zoe viene ammessa alla facoltà di medicina ad Harvard con due anni in anticipo. Un campo magnetico di origine sconosciuta causa una serie di incidenti; la causa è un amplificatore che ha letteralmente trasformato Eureka in un nuovo polo magnetico. Il responsabile è Lucas, che ha realizzato l'amplificatore per prevenire l'inversione dei poli nella speranza di ottenere una raccomandazione per Harvard, così da poter restare con Zoe. Guidato da Tess e Henry, Carter inverte la polarità del campo, dando modo a Fargo e Zane di annullarlo con una scarica positronica generata dal drone Martha; il problema è risolto, e Lucas, la cui invenzione potrà avere importantissimi risvolti negli studi sul magnetismo, ottiene da Henry una raccomandazione per il MIT. Tess accetta una proposta di lavoro in Australia che stava in realtà considerando da prima ancora di mettersi con Carter; quest'ultimo è deluso, ma alla fine comprende le sue ragioni e la sostiene. Zoe e Tess lasciano così Eureka.
- Guest Star: Jaime Ray Newman (Tess Fontana), Leela Savasta (Julia Golden), Chris Gauthier (Vincent), Christopher Jacot (Larry Haberman), Vanya Asher (Lucas), Adrienne Carter (Pilar).
- Altri interpreti: Jonathan Nichols (annunciatore).